# 皇太子裕仁親王の欧州訪問

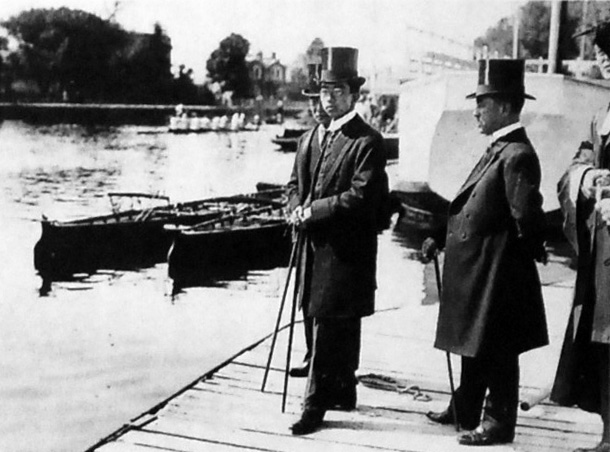
1921年（大正10年）5月14日、イギリス・オックスフォード大学でボートレースを台覧する裕仁親王

皇太子裕仁親王の欧州訪問（こうたいしひろひとしんのうのおうしゅうほうもん）では、1921年（大正10年）3月3日から9月3日までの6か月間にわたる皇太子裕仁親王（後の昭和天皇）によるヨーロッパ各国の歴訪を扱う。日本の皇太子がヨーロッパを訪問したのは初めてのことであり、日本国内でも大きな話題となった。

## 出発まで

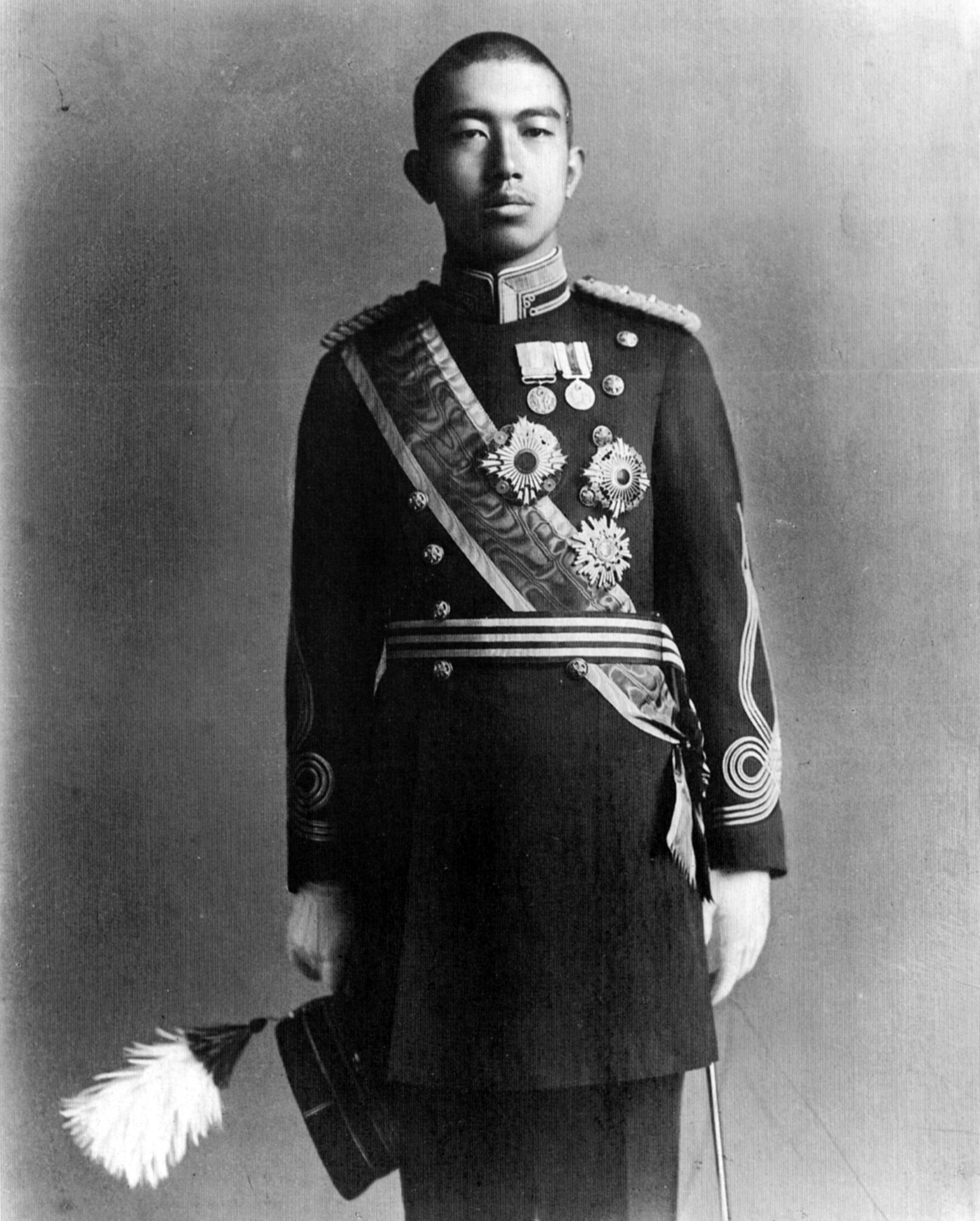
裕仁親王（1919年、18歳）

### 立案
明治期には皇族の外国留学や外遊が行われるようになり、「皇族が見聞を広めるため外遊を行うことが好ましい」とされた。小松宮彰仁親王や有栖川宮威仁親王が、それぞれ妃同伴で欧州や米国を訪問している。
皇太子嘉仁親王（後の大正天皇）は皇太子時代の当時に国内の行啓を数多く行った。韓国併合の3年前の1907年（明治40年）10月には大韓帝国を訪問し、皇太子による史上初海外訪問となった。嘉仁親王は欧米外遊を希望する詩作を行っており、韓国からの帰国後も新聞社説で皇太子外遊を歓迎する報道もなされたが、父帝・明治天皇の反対により実現されなかった。
裕仁親王をヨーロッパに外遊させるという計画は、出港直前の大正10年2月25日に公表された文書によれば、裕仁親王が成人を迎えた1919年（大正8年）の春頃から話題となり、秋頃から本格的に検討され始めた。裕仁親王は将来の天皇となる身であり、病身である父帝・大正天皇の摂政となる可能性も高いと見られていた。裕仁親王に君主制各国の王室との交友を深め、また見聞を広めてもらうという元老山縣有朋が提案したこの計画に、元老の松方正義や西園寺公望、原敬首相も賛意を示した。山縣は裕仁親王と面会した際に「御返詞なく又何にも御下問なく恰も石地蔵の如き御態度」であると不満を抱いており、これは東宮大夫濱尾新の「箱入り教育」によるものだと漏らしている。

### 反対案の伸長
ところが一部では「父母在せば遠くに遊ばず」という『論語』の文句を引用して外遊に反対する動きがあった。また大正天皇の病中に外遊に出ることは不敬であるとの声や、長期にわたる旅行による裕仁親王の体への負担を懸念する向きや、さらに抗日感情を持つ朝鮮人の襲撃を懸念する声もあった。
1920年（大正9年）になると、母である貞明皇后も洋行に懸念を示すようになった。皇后は女子教育の先覚者下田歌子を通じて祈祷師飯野吉三郎に、裕仁親王の洋行に関する「令旨」への伺いを立てるほどであった。その後中村雄次郎宮相が「洋行を行うべき」と進言し、8月4日には原首相が皇后に拝謁し、「一度は御洋行ありて各国の情況を御視察ある事尤も然るべし」という意見とともに、「裕仁親王が父帝の名代を務めることが多くなってきたことが、洋行の際にはどうなるか」という懸念を啓した。山縣は8月18日に新任の東宮武官長奈良武次に、「人に接する機会を多くし、談話に慣れしむること」などの教育方針を告げるとともに、「御外遊のこと、伯爵位のことにし、手軽に少数の供奉員にて実行するを可とすること」と小規模な外遊計画の基本方針を示している。元老山縣は10月中の出発を考えていたが、宮中での協議は難航し、皇后の許可もなかなか下りなかった。皇后は下田を通じて原に懸念を伝えたが、その内容は「天皇（大正天皇）の不予（御病態）が洋行中に急変するのではないか」ということであった。下田は皇后の不安を解消するためには侍医の「急変の心配がない」という診断が必要であると伝え、原もこの旨を山縣に伝達した。
ところが東宮大夫の濱尾が洋行反対のための活動を開始した。濱尾は東宮御学問所総裁東郷平八郎元帥の反対意見を皇后に啓上し、盛んに宮中での運動を行った。また翌年4月にイギリス皇太子エドワードの来日が決まったことで、訪日のあとの出発にする延期論も持ち上がった。このような状況下で、宮内省は高官をはじめとする大勢は反対・延期派であった。一方で元老たちや宮内省若手官僚は早期の外遊出発を主張していた。8月に皇太子エドワードの訪日が無期延期となったが、皇后の反対で10月ごろまで情勢は動かなかった。元老らは皇后を説得したが許可は得られず、伏見宮貞愛親王に説得を依頼したが、元老で許可されないことを自分が申し上げても許可されないと断られた。松方は直接大正天皇を説得することも考えたが、天皇が風邪で病臥中であったため実現できなかった。一方で原首相らは具体的な日程の検討を開始していた。原は気候やイギリス社交界が本格的に動く時期が4月から7月にかけてのこととであることなどから、1月末から2月初旬までの出発を主張している。
また、折しも皇太子妃に皇族の久邇宮良子女王（後の香淳皇后）が内定したが、久邇宮家の色覚異常遺伝が判明した。山縣は皇太子妃内定の取り消しに動いたが、これも洋行問題とともに右派や反山縣派の憤激を買い、洋行反対と皇太子妃内定不変更が彼らの運動の旗印となった。
1921年（大正10年）1月16日、中村宮相と松方は葉山御用邸に伺い、皇后に対して説得を行った。皇后はなおも難色を示していたが、松方が再三言上したことで、ようやく軟化した。松方はこの機を捉えて大正天皇に拝謁し、皇太子洋行の裁可を得た。中村はその後沼津御用邸の裕仁親王へ謁見し、親王も許可を喜んだ。原首相は1月18日に内田康哉外相や加藤友三郎海相と協議し、2月中旬から下旬まで、軍艦に乗ってイギリスを経由してアメリカに向かうという計画を中村宮相に伝えた。この頃にはイギリスで皇太子訪問が報道されている。しかしこの頃から皇太子妃問題が表面化し、山縣や中村に対する非難の声が高まっていた。2月10日には「皇太子妃は内定通り変更がない」という声明が行われたが（宮中某重大事件）、無所属の衆議院議員押川方義が「東宮御訪欧に就ての建議案」を提出する動きを見せた。原はこの動きを止めようとしたが、押川は説得に応じなかった。
この頃には洋行反対運動も表面化しており、黒龍会と浪人会を率いる内田良平や玄洋社の頭山満も反対者であった。2月11日には立憲政友会の田中善立衆議院議員を中心とする皇国青年会その他200人の「国民祈願式挙行団」が婚約の不変更と洋行延期の祈願式を行った。在野や議会内の反対派は活発な行動を行い、議会運営にも支障が出る状況となった。
- 裕仁親王の母貞明皇后
- 原敬首相
- 濱尾新東宮大夫

### 正式決定
2月15日、宮内省告示第二号によって皇太子裕仁親王が3月3日から、ヨーロッパに外遊することが正式に公表され、随員も発表された。
同日には赤坂氷川神社で「東宮殿下御外遊御延期祈願式」が行われ、代議士や内田らが参列した。2月17日、内田・頭山は元東京帝国大学（現東京大学）教授寺尾亨とともに宮内省を訪れ、洋行延期を奏上しようとしたが係員に受領を拒否された。同日、衆議院では押川や大竹貫一が皇太子洋行問題に関する秘密会を開催するよう各派と交渉を行ったが、各党各会派ともこの要求を拒否した。2月27日には西園寺公望の嗣子で、随員の一人と発表されていた西園寺八郎邸が洋行延期を唱える「抹殺社」を名乗る6人に襲撃され、八郎は軽傷を負った。この日には東京大神宮で民労会による「東宮殿下御渡欧平安祈願式」、続いて黒竜会ら三千人による「聖上御平癒・東宮殿下御外遊延期祈願式」が開催された。内田はこれが最後の祈願式であると述べ、事実上延期運動を断念したものと受け止められたが、個人レベルでの洋行反対の動きは継続され、警視庁は各方面の警戒を行っていた。3月1日には浪人会が「御治定動かし難し」と決議し、延期運動から外遊時の平安を祈る動きに切り替えた。

### 旅程等

#### 随員
1921年2月22日の内田康哉外相から林権助駐英大使への通達による
- 閑院宮載仁親王（皇族、元帥陸軍大将）[注釈 3]
- 供奉長 - 珍田捨巳（伯爵、東宮御用掛、元パリ講和会議全権）
- 奈良武次（東宮武官長）
- 三浦謹之助（東宮御用掛、侍医）
- 竹下勇（海軍中将）
- 入江為守（東宮侍従長、子爵）
- 土屋正直（東宮侍従、子爵）
- 西園寺八郎（式部官）
- 山本信次郎（東宮職御用掛）
- 戸田氏秀（東宮主事）
- 亀井茲常（東宮侍従、伯爵）
- 高田寿（侍医）
- 澤田節蔵（外務書記官）
- 及川古志郎（東宮武官）
- 濱田豊城（東宮武官）
- 二荒芳徳（宮内書記官、伯爵）[注釈 4]
- 松井修徳（宮内事務官）
- 福田義彌（皇族付武官）

- 閑院宮載仁親王
- 供奉長珍田捨巳伯爵
- 竹下勇

他に随行将兵の慰問係として講談師松平学円や、十数名の随伴員、閑院宮、珍田付きの従者も随行した。宮内省の松平慶民は外遊を強硬に主張した者の一人であり、当初は供奉員の一人とされていた。松平永芳によれば、皇后は強硬に主張した慶民に不快感を持っており、自ら筆を執って随員から慶民を削除したとされる。外遊が成功裡に終わった後に皇后は慶民と西園寺八郎を呼び出して自らの非を認めたという。

#### 艦隊乗員
- 指揮官- 小栗孝三郎第三艦隊司令長官
- 香取艦長 - 漢那憲和
- 鹿島艦長 - 小山武
- 第三艦隊司令部付 - 小松輝久大尉（侯爵、香港では上陸にあたって裕仁親王の身代わりを務めた[29]）

#### 旅費

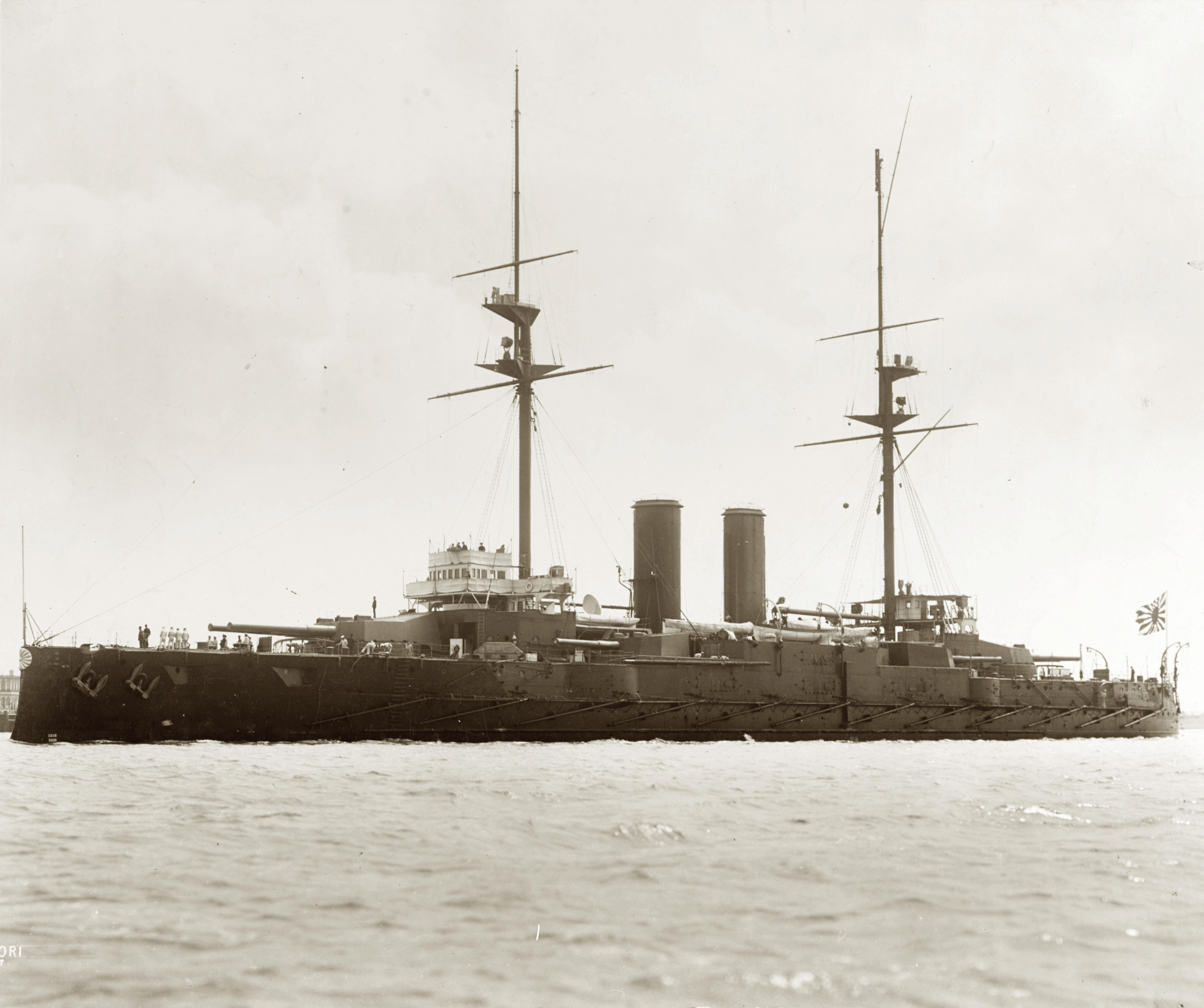
裕仁親王の乗艦、戦艦香取

外遊費用の総額は公表されなかったが、香取と鹿島の派遣費用として442万3000円が帝国議会の可決の元支出された。旅費については東京朝日新聞（現・朝日新聞）が「寄付金やレセプション代込みで総計1000万円以上になる」などと独自の推計を発表しているが、宮内省は「総体にて100万円」を出ないとこれを否定した。しかし東京朝日新聞はかえって「五大国の一たる日本帝国皇太子殿下の破天荒の御外遊には1000万円の費用は当然だ」とかえって宮内省を激励する報道を行った。さらに旅行先で叙勲するための勲章500個、贈答用の美術品300点も携行していた。

#### 日程に関する協議
1月22日に加藤友三郎海軍大臣が提出した案では、ヨーロッパ訪問後にアメリカ合衆国東海岸を訪問し、パナマ運河を通って帰国するというものであった。駐米大使幣原喜重郎はアメリカの上下が歓迎するとしながらも、アメリカの新聞紙者の取材が激しく、それが日本に伝えられた際には日本国民の対米感情が悪化するという懸念を伝えている。2月7日には宮内省が訪問先はヨーロッパの5カ国、イギリス・フランス・ベルギー・オランダ・イタリアに限り、アメリカを外すことを海軍省に通達してきた。
一方でこの頃ベルギーとオランダは第一次世界大戦の経緯から軋轢を抱えており、一方を訪問してもう一方を訪問しない場合、問題が発生する恐れがあった。また当時オランダは植民地オランダ領東インドを保持していたため、日本に対する警戒心を持っていたため、駐オランダ公使田付七太は緊張緩和のためにも皇太子の訪問を望んでいた。またフランス大使石井菊次郎はベルギー・オランダを訪問すれば、デンマークやスウェーデンも訪れなければ均衡が取れないと主張した。
2月17日、外務省は駐英大使館を通じてヨーロッパ各国への旅程の通知を行ったが、この計画では4月30日にイギリスに到着し、その後は状況に応じてフランス・ベルギー・オランダ・スペイン王国・スイス・イタリアを訪れるというものであった。ところがイギリスからは5月9日に訪問を受けたい旨が通知され、外務省は沖縄県やコロンボ以西の訪問場所や滞在日数を増やすことで対応した。
ところが2月19日には牧野伸顕が新宮内大臣となり、状況が一変した。牧野は裕仁親王の安全を考慮していたため慎重であり、特にイタリアへの訪問には強硬に反対した。この際、懸念されていたのは当時日本に併合されていた朝鮮の独立運動家であった。このためバランスを取るためから、ベルギー・オランダ・スペイン・スイスへの訪問は、出港直前になって白紙となった。
このため3月3日の出港時点では、イギリス・フランス以外の訪問先は決まっていなかった。しかし在外公館や各国王室から訪問の要請が相次ぎ、出発後にも協議が行われていた。4月28日、牧野宮相は内田外相に予定変更が困難であると回答し、訪問を要請していたベルギーへの通達を行ったが、ベルギー側はなおも訪問の要請を行った。5月9日には供奉長の珍田捨巳伯爵からもベルギー、オランダ、イタリアへの訪問を許可するよう要請があり、バッキンガム宮殿の歓迎会では駐英ベルギー大使が裕仁親王にベルギー訪問を直接要請することもあった。これを受けて宮内省も予定変更に動き、5月17日には珍田伯爵がベルギー訪問決定を大使に伝えている。5月21日、牧野宮相はベルギー・オランダ・イタリアの公館に対して各国政府との交渉を行うよう伝達し、3国への訪問が正式に決定した。
またローマ教皇との面会に対しては、随員でカトリック教徒でもあった御用掛山本信次郎海軍大佐が直接バチカンに赴いて交渉を行い、面会を実現した。またスペインからの要請に対しては距離の問題から不可能であると回答されている。ただし国王アルフォンソ13世がイギリス訪問からの帰途裕仁親王滞在中のパリに赴き、スペイン大使館での面会が実現している。

## 行程

### 出発
2月18日、東宮御学問所は日程を繰り上げて終業式を挙行、この日をもって閉鎖される。22日より25日にかけて、裕仁親王は巡遊奉告のため、伊勢神宮、神武天皇陵、橿原神宮、明治天皇陵、昭憲皇太后陵を参拝。3月1日には、宮中三殿参拝と、葉山御用邸滞在中の両親である大正天皇・貞明皇后への挨拶を済ませる。
3月3日、横浜港において原首相、原内閣閣僚ら参列のもと出発式が行われ、午前11時30分に裕仁親王御召艦香取と供奉艦で旗艦鹿島による遣欧艦隊が出港した。両親の大正天皇と貞明皇后は小磯浜に出御し、出港を見送った。福井静夫は、この時国産戦艦を使用せずわざわざイギリスで建造した2戦艦によったのは日英同盟とイギリス王室、イギリス海軍に対するこの上ない好誼の現れであった旨を指摘している。浪人会は赤坂氷川神社で外遊平安祈願式を行い、代表が各神社に参拝して平安を祈願した。香取では艦内紙『香取新報』の発行が開始され、帰国までに186号が発行された。裕仁親王もこれを読んでおり、掲載されていた漫画「カトリパック」では裕仁親王の姿が描かれることもあった。

### 往路

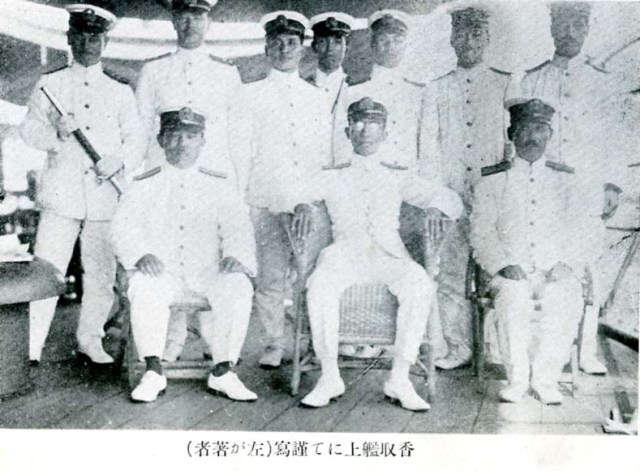
香取の乗組員と裕仁親王（前列中央）。前列左は香取艦長漢那憲和大佐

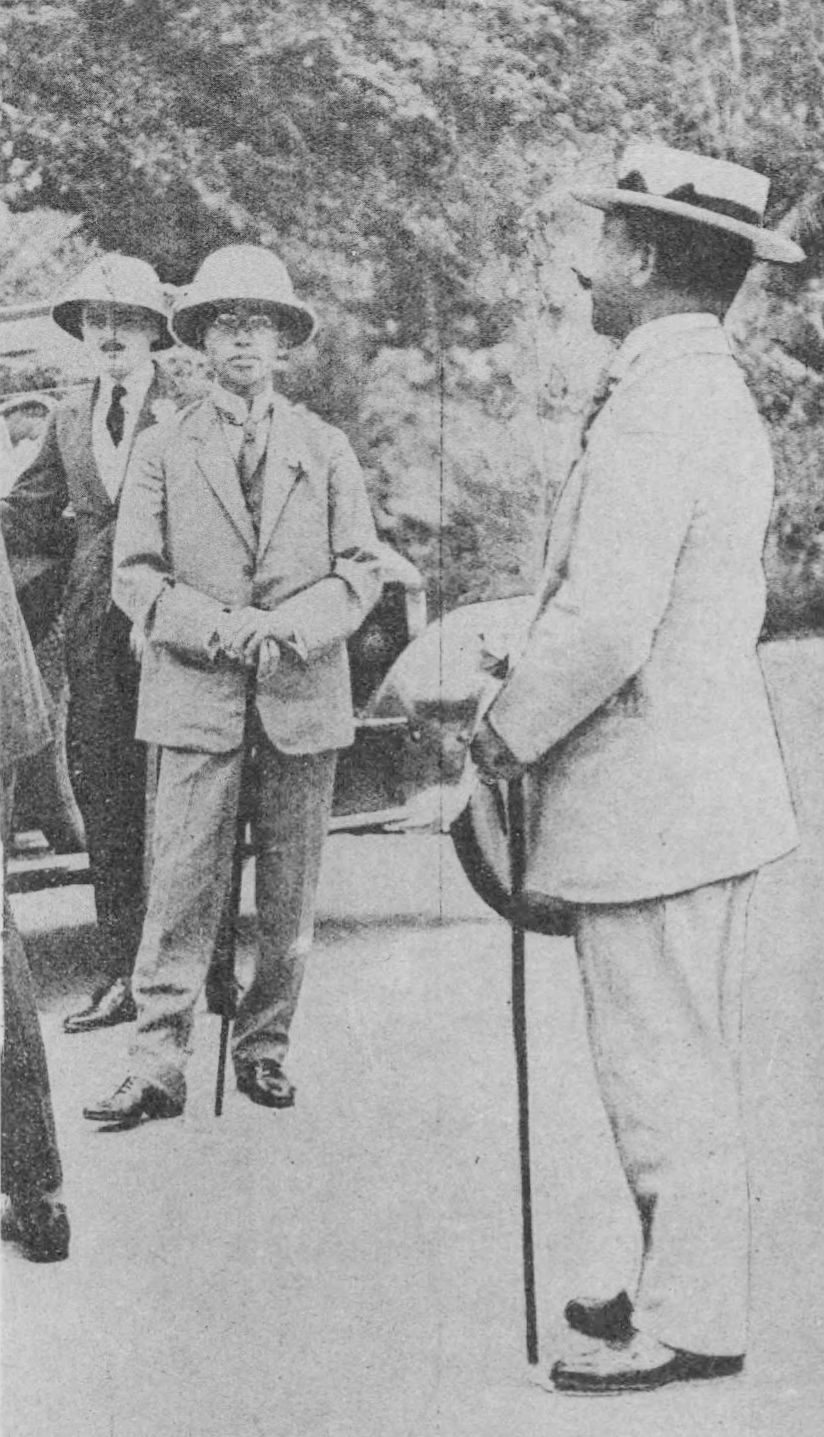
3月29日、キャンディ植物園を訪問、右は閑院宮

一行の艦隊は6日午前9時15分には最初の寄港地である沖縄県の中城湾に到着した。裕仁親王は与那原から那覇、首里に行啓し、さらに尚侯爵邸で中学校生徒の唐手の演武を台覧した。ここで裕仁親王は沖縄県特産の「エラブウナギ（エラブウミヘビ）」に興味を示しており、同県出身の漢那憲和香取艦長に食べてみたいと話していた。漢那艦長は沖縄県知事川越壮介に連絡を取り、「エラブウナギ」を取り寄せて食卓に供した。裕仁親王は「たいへんおいしかった」と漢那艦長に告げている。午後6時には中城湾を出港した。沖縄での滞在時間は6時間余りであったが、これが昭和天皇の生涯唯一の沖縄県訪問となった。
艦内で裕仁親王は規則正しい生活を送り、御用掛山本信次郎海軍大佐にフランス語の御進講を受け、空いた時間には甲板でゴルフや相撲に興じた。一方で山本大佐は、裕仁親王が西洋式のテーブルマナーを身につけておらず、音を立ててスープをすすったりナイフやフォークもうまく使えていないことに気がついた。山本大佐はフランス語の御進講の時間を利用して裕仁親王にテーブルマナーを教授し、裕仁親王もそれに素直に従った。
10日午前8時、裕仁親王の一行はイギリス領香港に到着した。裕仁親王は香港総督と香取艦上で会見し、その後イギリスの巡洋艦に赴いて答礼を行った。この香港が裕仁親王にとって最初の外国訪問となった。11日には閑院宮載仁親王、総督とともに平服で香港島を巡遊し、午後には鹿島艦上に在留邦人を招いて余興が行われた。翌12日には青洲（英語名グリーン島）を自動車で巡遊した。13日に香取は香港を出発した。
18日午前8時、一行は英領シンガポール（シンガポール島、現：シンガポール共和国）に到着し、シンガポール総督ローレンス・ギルマードの奉迎を受けた。19日には市内を見学し、20日にはラッフルズ博物館（現在のシンガポール国立博物館）を訪れた。21日にはヨットでシンガポール島を一周している。22日午前9時にシンガポールを出港した。
28日、一行はイギリス領セイロン（セイロン島、現：スリランカ）のコロンボに到着、初めて公式に上陸した。29日には特別列車で旧都キャンディを訪問し、寺院跡や博物館を訪れている。31日には海岸までのドライブやゴルフを楽しんでいる。4月1日午前9時、コロンボを出港した。
3日には鹿島の機関室で汽罐が破裂する事故が発生し、機関兵3名が死亡した。殉難者1人あたり500円を遺族に送ることなり、4日午前9時、裕仁親王は水葬礼を起立して見送った。7日には香取でも汽罐破裂事故が発生し、機関兵2人が死亡し、2人が重傷を負った。8日午後2時半、水葬で送られる。裕仁親王は現場に行くと主張し、漢那艦長や鈴木美三機関長を慌てさせた。12日午前、兵員用の作業服で香取の事故現場を視察する。赤道付近の航海は両艦の配管に負担をかけ、さらに熱による火薬暴発の危険もあったため、漢那艦長は爆薬や砲弾の炸薬を海中投棄させた。また侍医の高田寿は暑熱で体調を崩し、ポートサイド入港とともに船を降り、帰国途中のインド洋上で死亡した。しかし裕仁親王自身は扇風機や氷も使わず至って壮健であった。山本大佐や西園寺八郎は親王と相撲を取って幾度も親王を投げ飛ばしたものの、何度も立ち上がる親王にスタミナ負けするほどであった。
15日、一行はエジプト・スルタン国のポートサイドに到着した。16日、スエズ運河航行中に先行の鹿島が座礁し、離脱するまで5時間待機する。18日にはカイロに到着し、イギリスの特別高等弁務官エドムンド・アレンビー元帥の奉迎を受けた。裕仁親王はアレンビー元帥の案内により、ピラミッドの見物やエジプトのスルタン・フアード1世との非公式会談を行っている。21日、カイロを発つ。
- 4月18日、ギーザでスフィンクスの写真を撮ろうとする親王
- 4月19日、カイロ博物館付属図書館を訪問

24日、一行はマルタ島に到着した。マルタ島では当時海軍士官として勤務していたケント公ジョージとも面会し、夜にはマルタ総督プルーマ―男爵ハーバート・プルーマーの案内でオペラ『オテロ』を観劇している。25日、かつて地中海の闘いで戦没した第二特務艦隊隊員の墓を拝礼する。26日正午、マルタ発。
30日、一行はジブラルタルに到着した。同地では寄港していたアメリカ海軍の司令官アルバート・パーカー・ニブラック中将の訪問を受け、海軍工廠の見学を行った。またジブラルタル総督ホレイショ・スミス＝ドリエン、ニブラック中将とともにノース・フロントの競馬場を訪れた。ニブラック中将は親王らへ馬の番号を書いた手製の馬券を渡し、裕仁親王へ渡した番号の馬が一着になると、「正式ではないがとにかく賞金」として数枚のペニー銅貨を手渡した。裕仁親王が金銭を手にしたのはこのときが初めてであり、対処に困った親王は第三艦隊司令小栗孝三郎中将へ銅貨を渡し、「こまったよ…あとでニブラック中将に返すように」と告げた。5月3日午前10時、ジブラルタル発。
ジブラルタル出航後は正式行事に台臨することも増加するため、山本大佐と西園寺のマナー御進講はいわば「特訓」ともいえるほどのものとなった。その甲斐もあって裕仁親王は両名が安心するほどのマナーを身につけた。

### イギリス

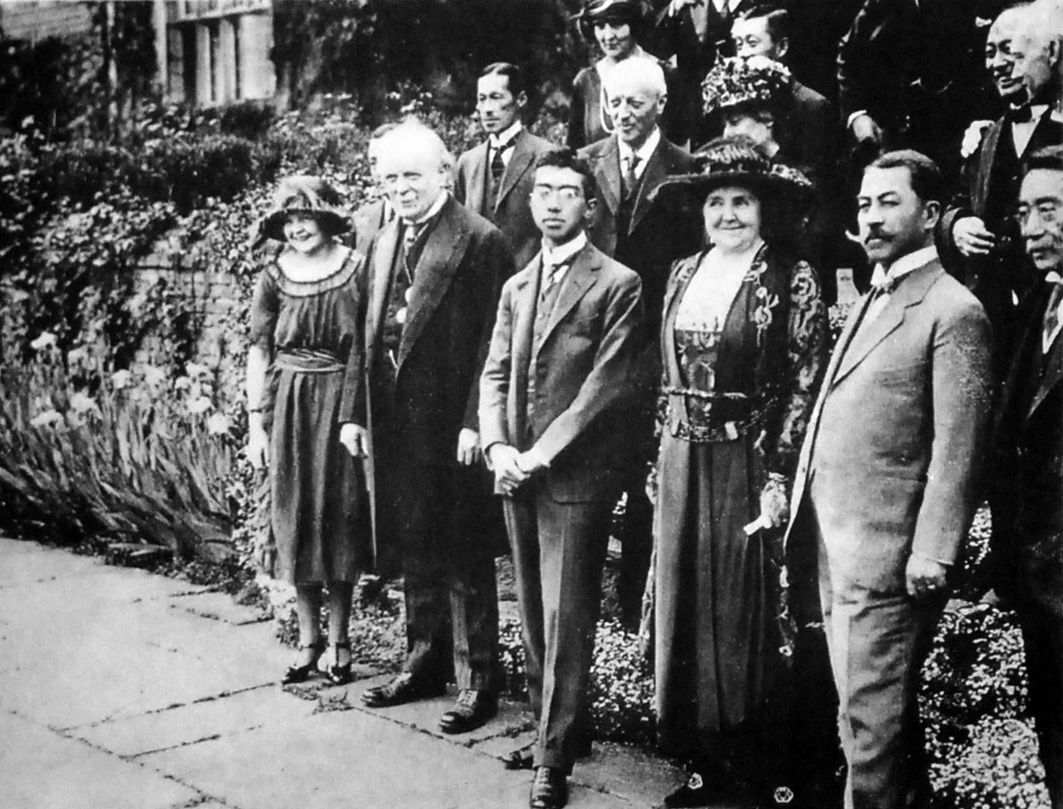
1921年5月15日ロンドンにて、裕仁親王とデビッド・ロイド・ジョージ英首相

5月7日午前11時10分、一行はイギリス本国のポーツマス近くのワイト島に到着し、駐英大使林権助や大西洋艦隊司令長官チャールズ・マッデン大将らの奉迎を受けた。一行はここで正式な上陸式典の行われる9日まで待つこととなった。翌8日、裕仁親王はマッデン大将の旗艦クイーン・エリザベスでの昼食会に招かれ、第一次世界大戦でドイツ海軍が降伏文書に調印した部屋などを案内された。
9日午前8時50分、香取と鹿島はポーツマス軍港に到着し、午前10時10分にプリンス・オブ・ウェールズエドワード王太子（後の国王エドワード8世）が香取に乗船した。午前10時27分、裕仁親王とエドワード王太子らは連れだって埠頭に上陸し、ロンドンに向かう宮廷列車に召した。午後0時40分にロンドンのヴィクトリア駅に降り立った。駅ではヨーク公ジョージ（後の国王ジョージ6世）やコノート公アーサー、首相代理などの政軍高官が奉迎した。儀仗兵閲兵の後、裕仁親王、閑院宮、珍田はヨーク公とともに宿舎であるバッキンガム宮殿に向かった。王妃メアリーとの面会の後、国王ジョージ5世との昼食会、次いで晩餐会に台臨した。歓迎行事は午後11時30分まで続いた。裕仁親王はこの際に国王に対する答辞を日本語で行ったが、東京朝日新聞が「殿下には最も大胆なる大声をもって」と評するほど大きな声であったという。
10日にはウィンザー城で歓迎行事が行われ、裕仁親王がヴィクトリア女王や国王エドワード7世の墓に献花を行った。その後裕仁親王はバッキンガム宮殿に戻ったが、部屋で休息していると突然国王と王妃が訪れ、1時間ほど打ち解けて歓談するという一幕もあった。ジョージ5世はその日記で裕仁親王について、「彼は、まだ20歳で大変な好青年なのだが自国の言語しか話さない」と記している。11日、ロンドン市による奉迎行事に台臨する。
裕仁親王はイギリス滞在中、最初の3日間はイギリス王室の賓客、続く5日間はイギリス政府の賓客、その後は非公式滞在という扱いであった。12日、裕仁親王はバッキンガム宮殿からウェストミンスターのチェスターフィールドハウスに移り、午後2時半にはナショナル・ギャラリーを台覧し、その後英国議会を訪れて、庶民院の議事と貴族院の儀礼を見学した。13日には在英邦人代表に引見し、その後大英博物館やイングランド銀行、ロンドン塔等を訪れた。裕仁親王はロンドン塔では武器類に興味を示したという。その後テムズ川を船でさかのぼってウェストミンスターに戻り、午後8時半からは日本大使館で裕仁親王主催、エドワード王太子を主賓とする晩餐会が開かれ、500名の貴賓が参列した。
14日、裕仁親王ら一行は特別列車でオックスフォード大学に向かった。オックスフォードでは学内の見学を行った後、留学生から本の献上を受け、ボート競争を見学した後ロンドンに戻った。6時20分からはデイリーズシアターで『シビル』を観劇した。この予定が告知されていたこともあり、観衆の3分の1が日本人であった。5月15日午前にはクランフォードでボーイスカウトの奉迎を受けた。午後にはデビッド・ロイド・ジョージ首相と官用別荘で昼食会を行い、午後のお茶の時間まで歓談を行った。
16日には王立ケンリー基地を訪れ、ヨーク公とともに飛行ショーを台覧した。午後にはグリニッジ天文台や王立医学校の訪問を行った。17日にはオールダーショットの陸軍基地を訪問し、午後はサンドハースト王立陸軍士官学校や参謀大学を訪問し、陸軍参謀総長ヘンリー・ヒューズ・ウィルソン元帥の歓待を受けた。裕仁親王は士官学校での中隊対抗試合のために優勝カップを贈呈し、裕仁親王の即位後には「日本天皇杯」と呼ばれた。
- 5月9日、ポーツマスに到着した裕仁親王
- 5月9日、儀仗を受ける裕仁親王
- 裕仁親王の乗った馬車を歓迎するロンドン市民
- 5月9日、ザ・セノタフに献花し首を垂れる裕仁親王
- 5月18日、ケンブリッジ大学より名誉法学博士号を授与される

#### スコットランド

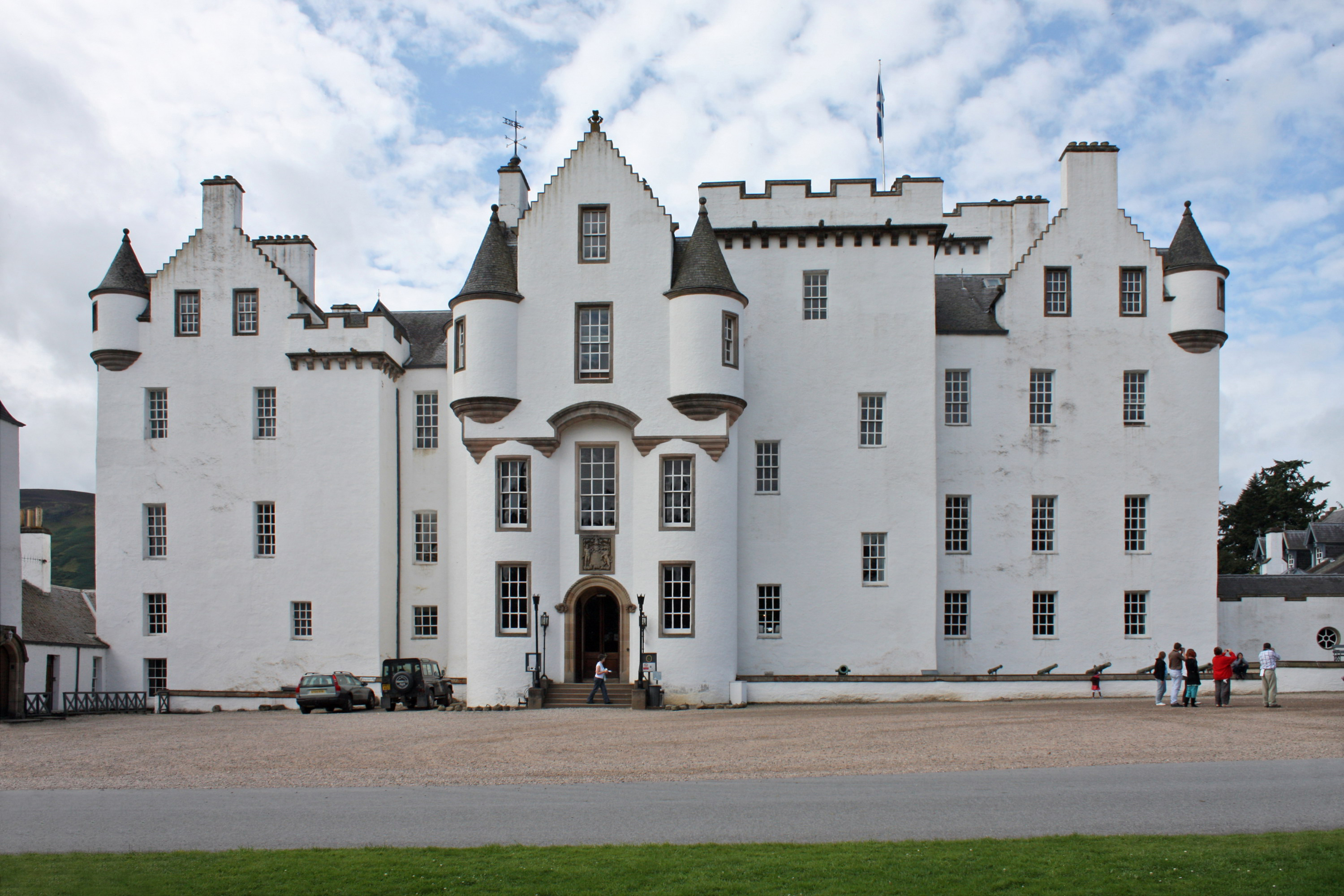
スコットランドで裕仁親王が滞在したブレア城

17日で公式日程は終了し、18日、裕仁親王の一行は特別列車でキングストン駅からスコットランドに向かった。イギリス政府はスコットランドの風物が裕仁親王にとって安らぎになると考え、またスコットランドの大貴族アソル公爵ジョン・ステュワート＝マレーに裕仁親王の接遇を依頼することで、親王にイギリス貴族を知ってもらう機会になると考えていた。当初アソル公爵は日本人をよく知らないとして裕仁親王の接遇に難色を示していたが、ロイド・ジョージ首相の再三の説得もあり、この役目を引き受けた。なお、一部の供奉員は宿泊所の都合上同行せず、ロンドンに待機する。18日、ケンブリッジ大学に立ち寄る（政府国賓としての最後の行事）。ジョセフ・タナー教授の「国王と臣民との関係」という御進講を受け、名誉法学博士の学位を贈られる。トリニティ・カレッジで晩餐会の後、午後11時にケンブリッジを出発した。

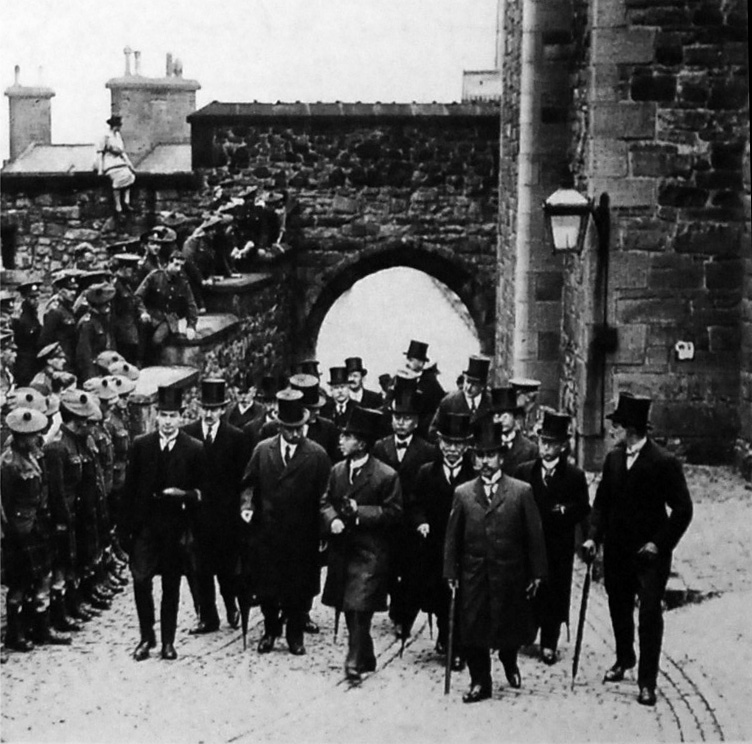
エディンバラに到着した裕仁親王

19日午前9時28分、エディンバラ着。公立慈善病院や王立高等学校を訪れた。王立高等学校でも名誉法学博士の称号を受けるなど奉迎された（20日）。裕仁親王は挨拶の最後に「もし校則が許すなら、今日の記念として次の月曜日（23日）を休校にして生徒達を喜ばせてほしい」と付け加え、校長が承諾すると、生徒達は帽子をとばすなどして歓呼の声を上げた。その後、エディンバラ大学においても名誉法学博士号が贈られる。
21日、エディンバラでボーイ・スカウトの集会に台覧した後、裕仁親王らはパース駅に向かった。パース駅ではアソル公爵が私兵や市民を動員して奉迎式典を行った。裕仁親王はパース駅からアソル公が保有するブレア城まで自動車で向かったが、村人の相次ぐ奉迎によって30マイル進むのに3時間もかかった。裕仁親王の寝室にブレア城の「赤の間」が用意され、アソル公爵家の領地でとれた産品が振る舞われた。23日に行われた別離の舞踏会は領内の村人達が普段着姿で参加し、公爵夫妻とステップを踏むという牧歌的なものであった。宴の最後には一同でスコットランド民謡『オールド・ラング・サイン』が歌われた。
裕仁親王はアソル公爵家と領民の関係に強い印象を受け、二荒芳徳伯爵を通じて「時事新報」の後藤武男記者に次のような談話を伝えた。「私は今度の旅で、非常に感銘をうけたものが多かった。アソル公爵夫妻は実に立派な方々で…（中略）私は日本の華族や富豪たちが、アソル公爵のやり方をまねたならば、日本には過激思想などおこらないと思う。私のこの感想は、新聞電報でうってもかまいません。」。
帰途、裕仁親王の一行はマンチェスターで市長主催昼食会に招かれた（25日）。この席で裕仁親王は炭坑ストライキに同情をこめたスピーチをアドリブで行い、周囲を驚かせた。26日午後7時10分、裕仁親王の一行はロンドンに帰着した。そのままホテル・セシルで開催されたロンドン日本協会（ジャパン・ソサエティ）の奉祝会に参加した。この会には王太子やヨーク公、閣僚や各国大使も参列した大規模なものだった。27日にはイートンを遊覧した後、バッキンガム宮殿で国王・王妃との別れの午餐会に台臨した。その後海軍記念日の行事やリージェンツ・パークでの在留邦人の祝賀会に参加した後、在英日本大使館で裕仁親王主催で晩餐会を開いた。28日、裕仁親王らは軍事参議院代表の祝辞を受けた後、日本人の祝賀会に台臨し、翌日未明まで歓談に及ぶ。29日、オーガスタス・ジョン（王立肖像画家協会会頭）のアトリエにて肖像画を作成。サリーにてゴルフプレイを台覧する。午後2時半には国王・王妃らに見送られ、ヴィクトリア駅からロンドンを発って再びポーツマスに向かった。30日、香取と鹿島はポーツマスを出港し、フランスに向かった。

### フランス

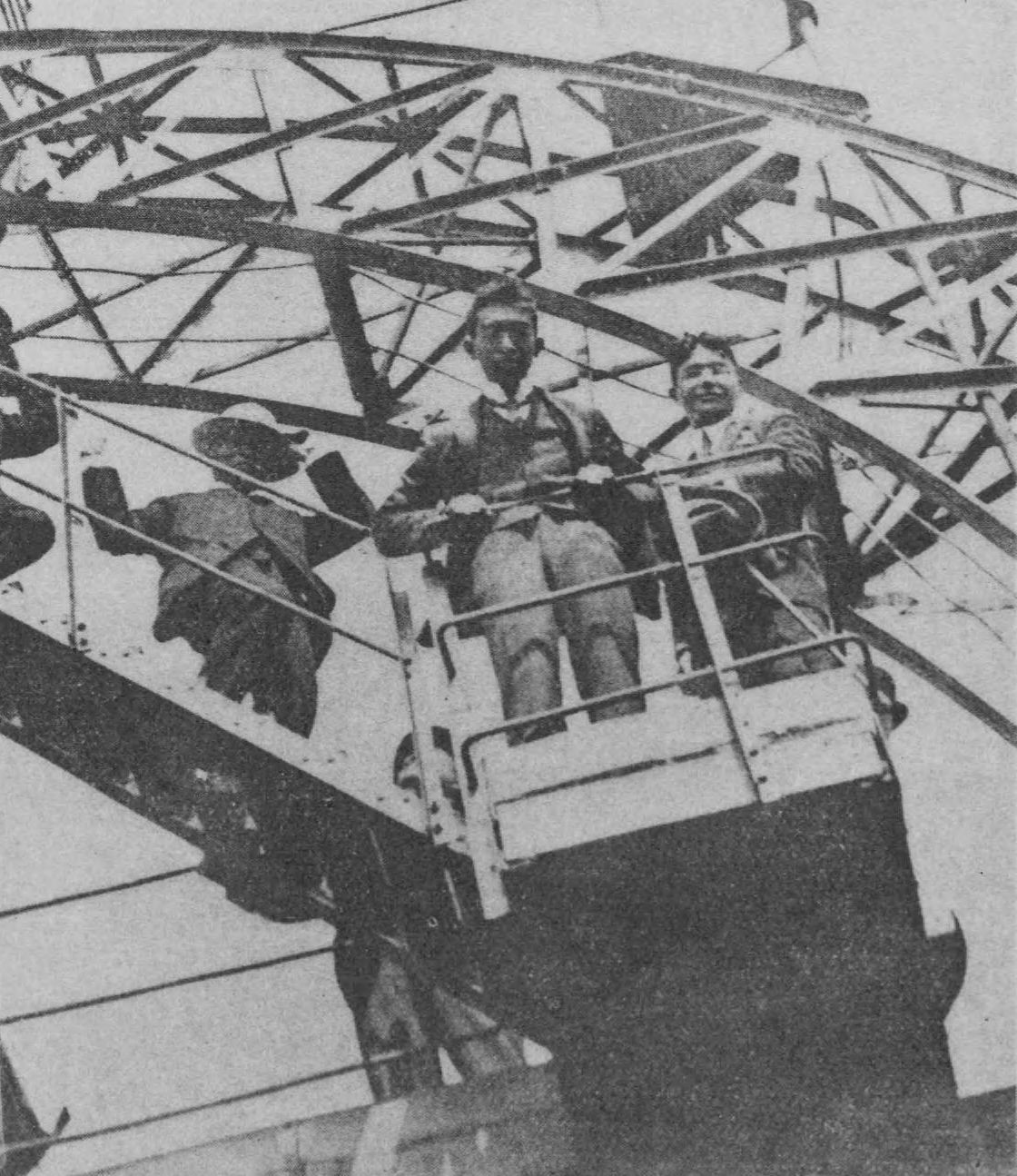
6月2日、エッフェル塔に登り笑顔を見せる裕仁親王

30日午後3時半、一行はル・アーヴル港に入港した。31日午前10時41分にル・アーヴルに上陸し、儀仗兵の栄誉礼を受けた。同日夜、裕仁親王ら一行はフランス首都パリの在仏日本大使館での非公式宴会に参加した。
6月1日午後0時40分、一行はエリゼ宮殿に赴き、アレクサンドル・ミルラン大統領を表敬訪問した。裕仁親王はミルラン大統領に大勲位菊花章を奉呈した後、大統領夫人主催の午餐会に参加した。午餐会には両院議長や政府閣僚、第一次世界大戦の英雄であるジョゼフ・ジョフル元帥、フェルディナン・フォッシュ元帥、フィリップ・ペタン元帥、エミール・ファイヨル元帥が参加している。ミルラン大統領はこの席で、ジョフル元帥を団長とする軍事使節を日本に送ることを発表し、裕仁親王は「名将を頭とする仏国使節をば、日本の朝野は満足をもって歓迎する」と答えた。公式訪問は午後5時30分に終了した。
6月2日午前11時、裕仁親王は無名戦士の墓に献花し、祭文を朗読した。在仏邦人との面会の後、午後3時には設計者ギュスターヴ・エッフェル自身の案内でエッフェル塔にのぼった。展望台で裕仁親王は土産物の写真や絵はがきに興味を持ったが、親王はもちろん、随員は誰も余分の金銭を持ち合わせていなかった。そこで西園寺八郎が「時事新報」の後藤記者から2750フランを借りうけ、土産物を買うことができた。この金は裕仁親王の帰国前に返済されたが、西園寺は後藤が「天皇に金を貸している唯一の男」になれる機会を失ったとからかったという。
この日の昼食は大使館でとることになっていたが、裕仁親王はかねてから「エスカルゴ」に興味を示していた。有名料理店から特別に取り寄せたエスカルゴを裕仁親王は立て続けに五、六個食べたが、侍医の三浦謹之助に制止されたためそれ以上は食べなかった。午後8時には石井菊次郎駐仏大使の主催で、各国大公使が参加した晩餐会に参加、その後はフォッシュ元帥主催のチャリティーコンサートを鑑賞した。
6月3日にはパリ市主催の歓迎会が開かれた。6月4日にはフランス側の推薦により、ペタン元帥とともにフォンテーヌブローに向かった。砲兵学校生徒の馬術や体操を見学した後、ペタン元帥、砲兵学校長とともにサヴォア・ホテルで昼食会を行った。午後3時からはナポレオン・ボナパルトの没後百年祭に参加し、午後7時にパリへ帰還した。
6月6日夜には海軍大臣邸で公式晩餐会が開かれた。晩餐会は早めに終了し、一行とミルラン大統領らはオペラ「マクベス」が公演されているオデオン座に向かった。この公演はフランス政府から招待されたジェームズ・ケテルタス・ハケットが主宰するものであったが、ミルラン大統領の予定がつかず、大統領の前で上演したいと思っていたハケットは失望していた。この事情を知った裕仁親王が日本大使館を通じ、晩餐会を早めに切り上げて大統領とともに観劇できないかと問い合わせた。大統領とハケット側も了承し、大統領と裕仁親王らによる観劇が実現した。一行は連れだって劇場に到着すると楽団が「君が代」を演奏し、曲が終了すると歓呼と拍手が巻き起こった。
6月8日はヴェルサイユ宮殿の見学を行った。宮殿側は設置した噴水を一斉に放水して歓迎した。大トリアノン宮殿を見学した後、フランス革命時に球戯場の誓いが行われた建物に立ち寄った。裕仁親王は飾られていた胸像を指さし、国民議会議長のジャン＝シルヴァン・バイイであると随行者に説明した。また、多数の胸像のうち、オノーレ・ミラボーとマクシミリアン・ロベスピエールの胸像に特に興味を示した。午後3時半にはパリに帰還し、オペラを観劇した。
6月9日は大使館員との午餐会の他は用事もなく、午前中はパリ市内で買い物などを楽しんだ。6月10日、裕仁親王らはパリを離れ、ベルギーに向かった。

### ベルギー

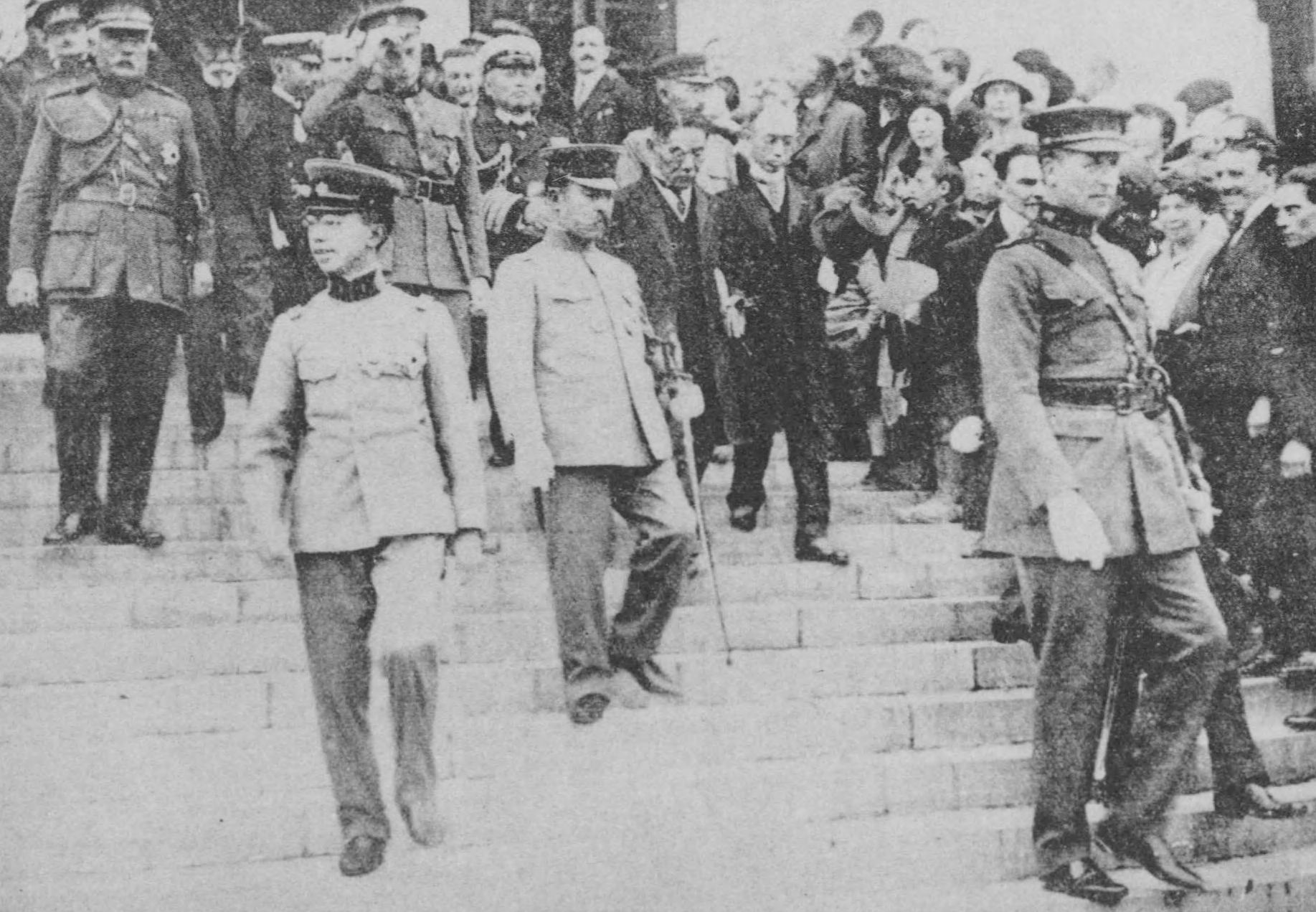
6月11日、ブリュッセル博物館を見学、右端はアルベール1世

6月10日午後5時、特別列車はベルギー首都ブリュッセルに到着した。駅では国王アルベール1世と嗣子ブラバント公レオポルド王子（後のレオポルド3世）、宮内大臣らが待っており、裕仁親王らを歓迎した。国王と裕仁親王らはそのまま連れ立って王宮に向かい、歓迎の晩餐会が開かれた。日本とベルギーは公使館を大使館に格上げする合意を行っていたが、裕仁親王の訪問という機会に、在ベルギー日本公使館は大使館へと格上げされた。
6月11日、裕仁親王はレオポルド2世の墓に参拝した。午後には国王王妃夫妻との午餐会があり、その後サンカントネール公園で第一次世界大戦のイーゼル付近での戦闘を再現したパノラマを見物した。博物館でコンゴの産品を見学した後、午後7時40分からは首相公邸における晩餐会にブラバント公とともに参加した。午後10時から市長主催のレセプションが行われた。6月12日には裁判所を訪問した後、ナポレオン戦争におけるワーテルローの戦いの古戦場を訪れ、一時間にわたって説明を受けた。夜には大使館で主催の晩餐会を開き、ブラバント公他多数の貴顕が参列した。同日には王宮からホテル・アストリアに移った。
6月13日には第一次世界大戦の戦跡を訪れた。ベルギー戦死者の墓に献花を行った後、イーペルの戦い（第一次イーペル会戦、第二次イーペル会戦）で有名なイーペルを訪れた。イーペルはかつてイギリス海外派遣軍が4年にわたって闘った場所でもあり、裕仁親王は同地からイギリス国王ジョージ5世への電報を送った。
6月14日には北部の都市アントウェルペンを訪れ、貴顕との昼食会や聖母大聖堂などの市内の観光を行った。同日中にはブリュッセルに戻り、国王との別れの挨拶を行った。午後8時にはアストリアホテルで在ベルギー日本大使主催の晩餐会が開かれた。6月15日の午後12時20分、ブラバント公他の見送りを受け、裕仁親王の一行はアムステルダムに向かった。

### オランダ
6月15日午後5時15分に裕仁親王の一行は王配ヘンドリックが出迎えるアムステルダム駅に到着した。裕仁親王は王配とともに王宮に向かい、ウィルヘルミナ女王と面会した。その後アムステルダムの街をパレードし、市民の歓声を受けた。同日夜の晩餐会では裕仁親王がオランダ語で挨拶を行った。6月16日には王配の案内でダイヤモンド工房の見学を行い、宮中では王族のみの小規模な昼食会に出席した。午後6時にはデン・ハーグの宮殿に移り、夜にはエンマ王太后の宮殿における晩餐会に出席した。
6月17日には王配の案内でハウステンボス宮殿や平和宮を訪れた。その後ロッテルダムを訪れ、市の歓迎会に出席した後、夕刻にはデン・ハーグに戻り、女王王配夫妻、王太后とともに晩餐会に出席した。18日には女王に別れを告げ、午後にはアムステルダムのアルティス動物園を訪れた。夜には在蘭日本大使主催の晩餐会が開かれた。19日には裕仁親王が閑院宮の宿所を訪れ、二人で食事を行っている。夕刻からはチャールズ・ルイス・デ・ベーレンブルック首相らが参席した晩餐会が開かれた。

### ベルギー、フランス再訪

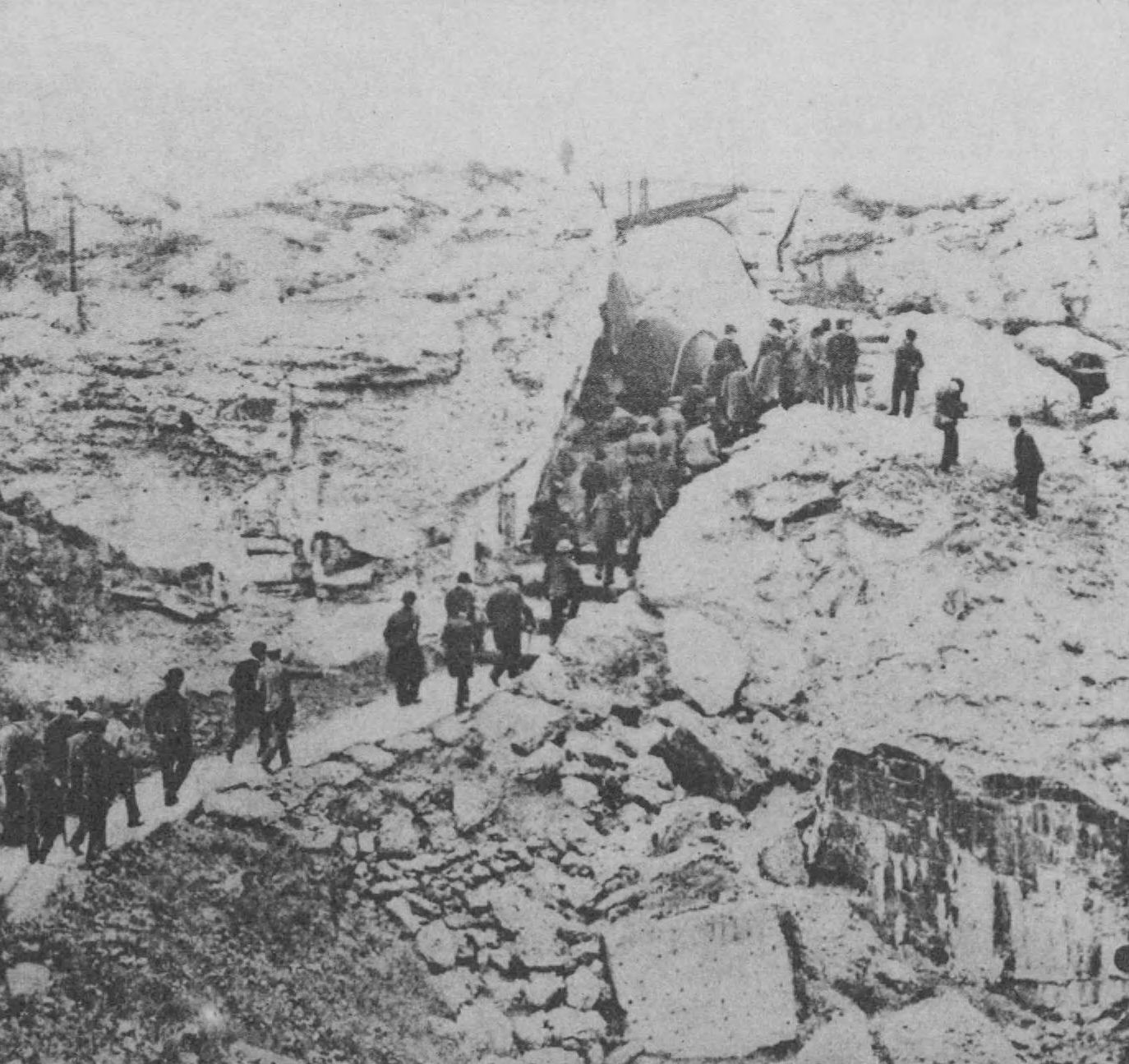
リエージュ戦跡を訪問する一行

6月20日、裕仁親王らを乗せたオランダ王室の特別列車は、オランダ・ベルギー国境のエスケム駅に到着した。その後鉄道でルーヴェンに向かい、ドイツ軍の侵攻によって大学図書館など多くの建物が焼失したルーヴェン・カトリック大学を訪問。教員・学生や大司教他の歓迎を受けた。その後リエージュを訪れ、リエージュの戦いの戦跡を訪れた。午後5時半にはフランス国境に到着した。
6月21日にはパリの地下鉄に乗車し、パレ・ロワイヤル駅（現在のパレ・ロワイヤル＝ミュゼ・デュ・ルーヴル駅）からジョルジュ・サンク駅の四区間を地下鉄で移動した。
6月22日午前、裕仁親王らはセーヴル焼の工房を訪れた。夜からはペタン元帥の案内により、ストラスブール、メス、ヴェルダンの戦跡を訪れるためアルザス＝ロレーヌ地方へ向かった。6月23日午前にストラスブールに到着し、ペタン元帥とともに同地駐屯兵の閲兵を行った。ストラスブール大学見学や小舟でライン川下りの後、夕刻にストラスブールを出発し、夜9時半にメスに到着した。
6月25日早朝にはメスを出発し、ヴェルダンの戦いの戦跡を訪れた。かつてこの地で戦ったペタン元帥の説明は、極めて詳細にわたるものであった。裕仁親王は銃撃された鉄カブトをながめ「戦争というものは、じつにひどいものだ。可哀想だね」と涙ぐんでつぶやいたという。同日夜にはパリに戻り、在仏日本大使館で誕生日を迎えた母節子皇后と弟淳宮（秩父宮）雍仁親王の健康を祈る小宴を開いた。

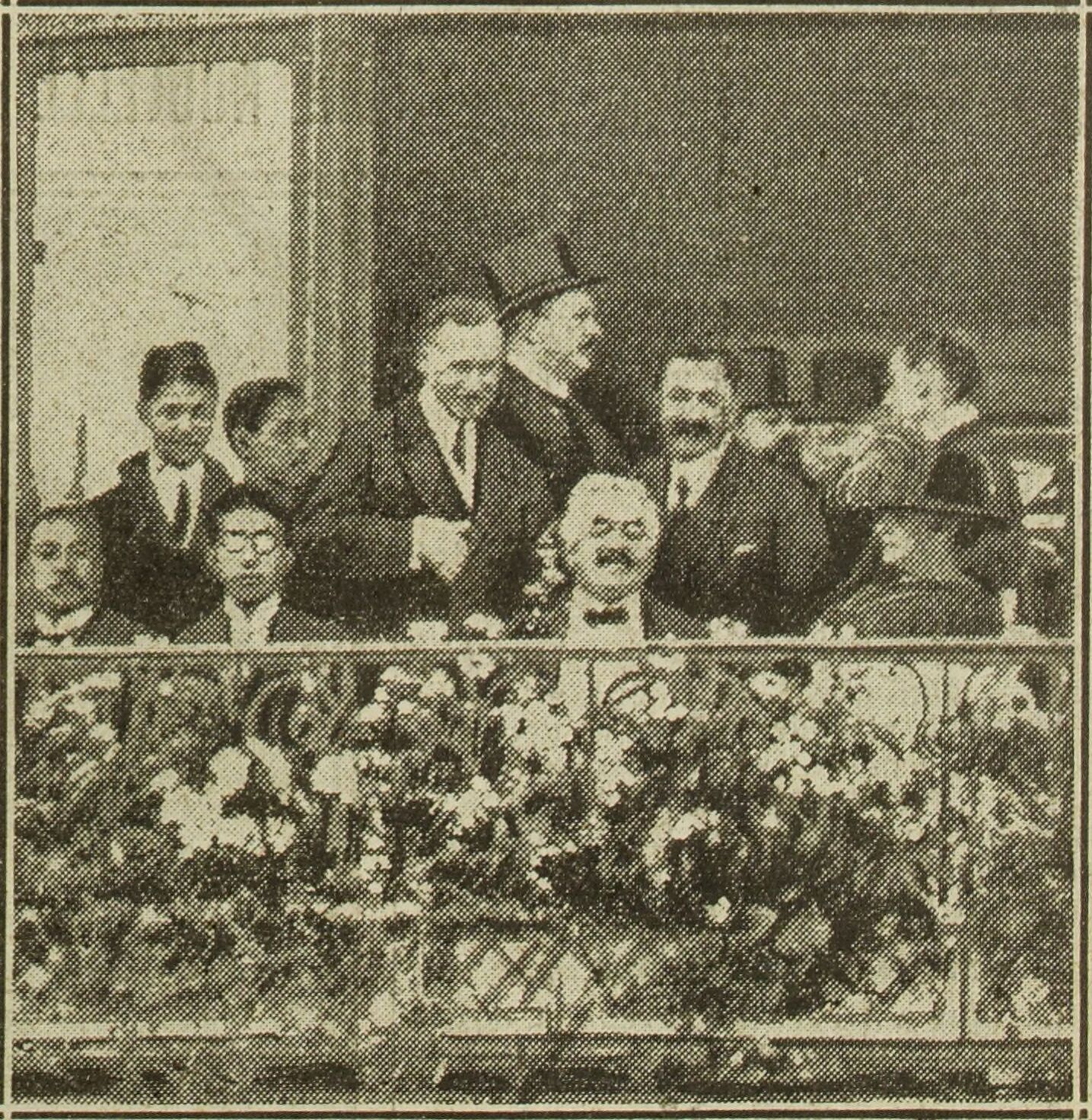
貴賓席からパリ大賞を観戦するミルラン大統領と裕仁親王

6月26日はアレクサンドル・ミルラン大統領とともにロンシャン競馬場で行われたパリ大賞を観覧した。
6月28日午前には国際度量衡局、午後3時からはソルボンヌ大学を訪れた。学内を見学した後、礼拝堂にある学生戦死者の墓に献花し、午後4時には帰還した。また同日には、スペイン国王アルフォンソ13世と面会している。
6月29日にはソンムを訪れ、ソンムの戦いの戦跡と、戦禍にあった市民の姿を目の当たりにした。裕仁親王は案内役のルイ・フランシェ・デスペレー大将に「この光景は、いまなお戦争を賛美するものがかならず訪れるべきものである」と告げた。裕仁親王は二荒伯爵に対して、ソンムの戦災住民のために1万フランを下賜するよう命じた。
その後パリでは下水道、サン・シール陸軍士官学校、ソミュール騎兵学校、シャンパン工場などを訪れた。
7月6日、裕仁親王はエリゼ宮において大統領に別れの挨拶を行った。7月7日午前8時50分、裕仁親王一行を乗せた特別列車は大統領や首相の代行、閣僚、各国大使、ペタン元帥らに見送られ、パリを出発。マルセイユのサン・シャルルを経由し、トゥーロンの軍港に到着。同日中に一行は艦隊で出港し、イタリアに向かった。

### イタリア

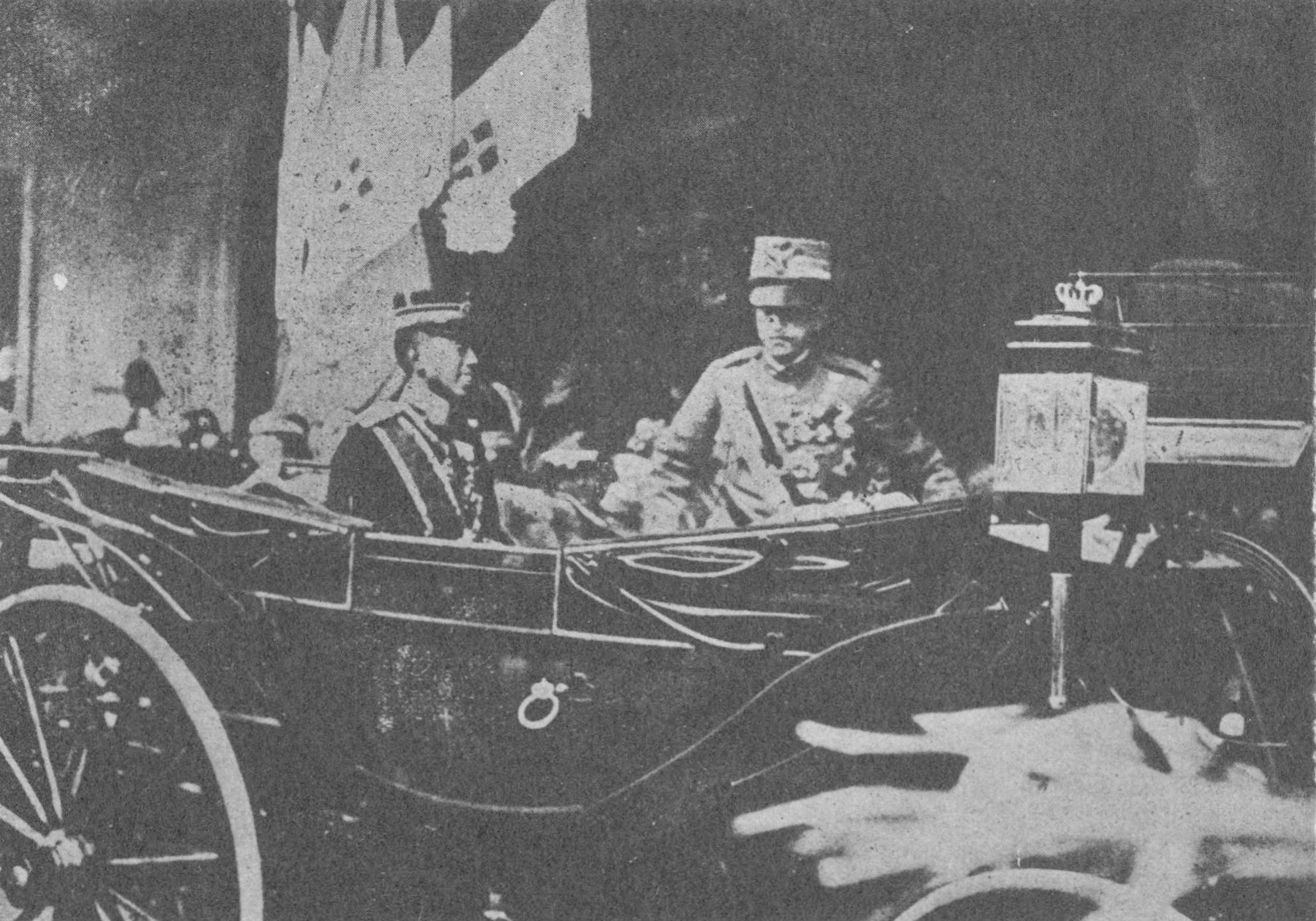
7月12日、クイリナーレ宮殿へ向かう親王とヴィットーリオ・エマヌエーレ3世

一行の艦隊は地中海を経由し、7月11日午前にナポリに入港（ナポリ港）。同日午前8時30分、香取・鹿島の両艦がイタリア艦隊から歓迎を受けた。同地には王族スポレート公アイモーネ（後のクロアチア国王トミスラヴ2世）が訪れ、母であるアオスタ公妃エレナの挨拶を伝えた。午後2時半にはイタリア駆逐艦に乗ってカプリ島へ渡り、青の洞窟を見学した。夕刻にはアオスタ公妃が訪れ、日本大使などとともに会食した。その後一行は香取に宿泊した。
翌7月12日午前6時に特別列車はナポリを出発した。11時にはローマに到着し、国王ヴィットーリオ・エマヌエーレ3世、ピエモンテ公ウンベルト (後のウンベルト2世)、アオスタ公エマヌエーレや閣僚らが出迎えた。裕仁親王は国王とともに王宮クイリナーレ宮殿に向かい、宮殿のバルコニーでローマ市民の歓呼を受け、公式晩餐会に出席した。
7月13日にはボルゲーゼ公園で陸軍兵士の競技会を観覧した。午後8時からは裕仁親王主催で国王を主賓とした晩餐会が開かれた。7月14日にはイタリア側の手配により、ローマ市内の観光を行った。コロッセオ、フォロ・ロマーノ、カラカラ浴場等を巡った後、午前11時に帰還した。正午には国王との午餐会に出席し、午後5時からはローマ市長主催の歓迎レセプションが開かれた。午後8時には王宮で国王、アオスタ公とともに晩餐会に出席した。
7月15日、裕仁親王一行はサン・ピエトロ大聖堂、サン・ジョバンニ・イン・ラテラノ大聖堂を拝観した後、午後4時半に教皇ベネディクトゥス15世と面会した。午後6時半には大使館に戻り、教皇からの答礼使を受けた。これ以降は公式の日程にならなかったが、王宮での晩餐会には国王が必ず出席していた。
7月16日、裕仁親王はバチカン美術館を訪れた後、午後3時には日本大使館でチェコスロバキア大統領トマーシュ・マサリクと面会している。3時45分には再びバチカン美術館を訪ね、午後6時まで観覧した。午後8時には王宮での私的な晩餐会に出席し、その後映画を鑑賞した。
7月17日午前に裕仁親王らは王宮を出発し、国王やアオスタ公の見守る中、特別列車に乗って再びナポリに向かった。ナポリではアオスタ公妃やスポレート公との午餐会に出席した後、水族館を観覧した。水棲生物に興味を持つ裕仁親王は、館員の詳細な説明を受けて大きく満足した。その後ポジリポ岬まで自動車でドライブし、夜には香取艦上でアオスタ公妃やスポレート公を招いた告別の晩餐会を開いた。
7月18日にはイタリアの駆逐艦に乗船し、ポンペイの遺跡に向かった。ポンペイでは詳細な説明を受け、その場で発掘した遺物が裕仁親王と閑院宮に献上された。午後2時30分、香取と鹿島はイタリア艦隊の礼砲を受けながら出港し、帰国の途に就いた。

### 復路
7月22日に香取・鹿島はポートサイドに到着、7月23日にはイスマイリア、7月24日にはスエズに到着した。7月26日にはアデンに向け出港した。
7月30日、アデン港に到着。同港にて、鮮魚を売りに来た二人の漁師から魚を買う場面を見て、身なりの良い漁師だけからではなく、貧しい漁師からも魚を買ってはどうかと担当の中尉を呼んで仰せになり、その一視同仁の御心に頭をたれ従った。
8月1日午前6時にはアデンから出港した。この日鹿島はグアルダフィに漂着した貨物船「暹羅丸」の乗組員59名の救助作業を行い、彼らを収容した後に香取と合流している。8月3日には鹿島の乗組員1名が高波にあって海中に転落し、行方不明となった。両艦は日没まで近辺で捜索を行ったが、結局見つからなかった。
8月9日に一行はコロンボに到着したが、本国が「皇太子殿下の身辺に身辺危険の報」があると伝えてきたため、上陸は行われなかった。8月19日にはシンガポールに到着、8月21日にはカムラン湾に到着した。鹿島・香取はここでペンキを塗り直すため8月24日まで停泊することになっていた。同地には侍従甘露寺受長が出迎えのために派遣されており、両親である大正天皇・貞明皇后からの言葉を伝えた。8月25日に一行はカムラン湾を出発し、一路日本を目指した。

### 帰国

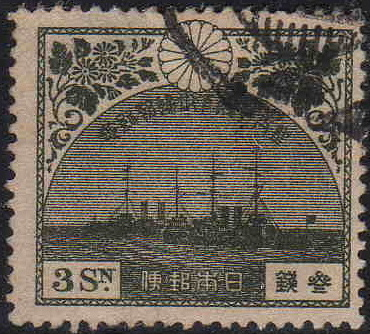
逓信省（現在の日本郵便）が発行した記念切手4種のうち3銭切手

当初帰国予定は9月2日の夜、千葉県館山湾に到着し、横浜港には9月3日に到着する予定であったが、軍艦は帰港の際に速度が高まることもあり（ホーム・スピード）、館山湾到着予定は9月2日の午前8時と、このまま行けば半日早まることとなった。しかし東京や横浜での帰国祝賀会は9月3日に予定されており、その日程にあわせるため、香取・鹿島は館山湾で一昼夜停泊することになった。9月2日午前8時、警衛艦山城と駆逐艦2隻が迎える中、香取と鹿島は館山港に入港した。浜辺では人々が万歳を叫び、花火が打ち上げられるなど歓迎の動きは夜半まで続いた。
9月3日午前6時に香取・鹿島は出港し、横浜港に向かった。午前9時15分、香取は横浜港に入港し、碇を降ろした。埠頭から弟の淳宮雍仁親王、光宮宣仁親王(高松宮)、原内閣の閣僚、報道陣が乗る4隻のランチが香取に向かい、裕仁親王を出迎えた。甲板で帰朝の祝賀が行われた後、裕仁親王は内火艇に乗って港に上陸した。午前10時20分に横浜駅に到着し、東京へ向かったが、その経路に奉祝の市民が絶えることはなかった。随行した原首相は「殆ど人なき所なしとも云ふべき盛況にて、至処万歳の声を絶たず、如何にも国民歓喜の色を現わせり」と日記に記している。
午前11時15分、特別列車は東京駅に到着し、伏見宮や各国大使、華族・要人らが出迎えた。午後0時30分からは高輪の東宮御所で祝賀昼食会が行われた。午後2時30分、裕仁親王は外遊感想の令詞を原首相に下賜した。これは事前に作成されていたもので、宮内次官関屋貞三郎が原首相に内示したものだった。内容は「外遊に関する朝野の一喜一憂を忘れない」とすることや、「世界平和の必要、連合国国民の『犠牲の精神』の偉大さと戦後の文明興隆に努力への感銘」が強調されていた。また「彼の長を取りて我の短を補い国運の隆昌を帰する」とされている。原首相は若干修正を希望したが、結局は内示された文面のままとなった。
夜になっても東京では奉祝の動きが続き、品川海岸では131発の花火が打ち上げられ、提灯行列や花電車が市内を駆けた。
裕仁親王は外遊前は坊主頭であったが、洋行中に髪を伸ばしており、「長髪」姿となっていた。当時の日本人としては珍しい髪型で、報道陣や原首相もこのことに触れている。裕仁親王は両親の大正天皇・節子皇后と弟達への土産物は自ら選び、父の大正天皇にはステッキ、母の節子皇后にはネックレス、弟の淳宮には猟銃を贈った。また、内約中の良子女王やその妹宮たちにも手鏡を贈っている。裕仁親王はフランス滞在時に手に入れたナポレオン像、地下鉄の切符を大切に保管し、現在でも宮内庁の所蔵品となっている。

## 洋行中の国内問題
6月頃、原首相が総裁である立憲政友会内では、内閣改造や内閣総辞職を求める動きが強まった。原は皇太子裕仁親王の洋行中に政変を起こせば、病中の大正天皇が閣僚任命などの式典に臨むことになるが、それは病状から見て耐えられないとして、裕仁親王の帰国・摂政就任後に改造を行うとして運動の沈静化を図った。その後原は元老山縣らと摂政設置について協議を行っていた。

## その後
1951年（昭和26年）3月3日、欧州巡遊30周年の記念日にあたり、当時の随行者や現地で奉仕した関係者が皇居に招かれた。

## 昭和天皇への影響
昭和天皇は戦後のインタビューの中で、たびたび最も印象深かった出来事としてこの外遊を挙げている。1961年（昭和36年）4月24日には「何といってもいちばん楽しく感銘が深かったのはヨーローパ〔ママ〕の旅行です」と述べ、1970年（昭和45年）9月16日の記者会見でも、昭和天皇は印象に残る最も思い出深いこととしてこの外遊を挙げた。「私のそれまでの生活がカゴの鳥のような生活でしたが、外国に行って自由を味わうことができました」と回想し、「カゴの鳥のように何も知らない私」を世話してくれた随員への感謝を述べた。そして「今もあの時の経験が役立ち、勉強になって、今日の私の行動があると思っています」と、外遊の経験が人生に大きな影響を与えたとしている。
また、戦後のインタビューではイギリス国王ジョージ5世から直接聞いた話に感銘を受けたということについて触れている。1979年（昭和54年）8月29日のインタビューでは、「その題目は、いわゆるイギリスの立憲政治の在り方というものについてであった。その伺ったことが、その時以来ずっと私の頭にあり、常に立憲君主制の君主はどうなくちゃならないかを始終考えていたのであります」「そして始終、その立憲君主であることが、私のもう終生の考えの根本であります。」と述べている。

## 関連作品
- 『皇太子裕仁・欧州訪問映画』（1921年） - 欧州訪問を活写した映画。皇族を初めて本格的に映画化させた作品[133]。